# Termogenin
Termogenin, razklopitveni protein 1 ali UCP1 je integralni transmembranski protein v notranji membrani mitohondrijev v rjavem maščobnem tkivu. Omogoča nastanek toplote preko netresave termogeneze pri nekaterih sesalcih, predvsem pri mladičih in tistih živalih, ki hibernirajo.

## Zgradba in lokacija
Kot drugi pripadniki mitohondrijskih prenašalnih proteinov je termogenin zgrajen iz treh delov, podobna (homologna) pa so tudi določena aminokislinska zaporedja. Ima vezavno mesto za purinske nukleotide, kot je gvanozin difosfat (GDP). Posebni aminokislinski zaporedji, ki nista prisotni niti v sorodnih razklopitvenih proteinih (npr. UCP2 in UCP3), se nahajata med osrednjim (centralnih) zavojem in COOH terminalnim zaporedjem. Slednje je tudi imunogeno, verjetno pa z zaporedjem reagirajo določena protitelesa, kar naj bi bilo pomembno za delovanje proteina. Molekulska masa proteina je 32.000 daltonov.
Termogenin je prisoten v glavnem v rjavem maščobnem tkivu, obstajajo pa indikacije, da je prisoten tudi v drugih tkivih. Prisotnost v belem maščobnem tkivu naj bi bila le stvar definicije: vsaka maščobna celica (adipocit), ki izraža gen za termogenin, pripada rjavem maščevju, prisotnost termogenina pa le nakazuje na sporadično prisotnost rjavih adipocitov v belem maščobnem tkivu. Prisoten je tudi v vzdolžnih mišicah peristaltičnih organov, tj. v mišicah prebavnega trakta, sečnice, semenovoda, obmodka in maternice, vendar je delež proteina v danih primerih le tisočinka deleža v rjavem maščevju, zaradi tovrstna tkiva nimajo pomembne vloge v netresavi termogenezi. To potrjujejo tudi eksperimenti na živalskih modelih, kateri so bili funkcionalno eviscerirani, tj. prekinjene so bile krvne žile za oskrbo teh organov: živali so se na padec temperature ali povečanje koncentracije noradrenalina odzvale s termogenezo, ki je v količinskem smislu enaka tisti v normalnih živalih.

## Mehanizem delovanja
Padec temperature v telesu zazna hipotalamus, ki začne sproščati noradrenalin oz. norepinefrin; sproščanje slednjega je lahko tudi posledica delovanja leptina, ki sicer uravnava apetit. Slednji se prenese do maščobnih celic rjavega maščobnega tkiva in se poveže z membranskimi β-3 adrenergičnimi receptorji. Vezava sproži aktivacijo encima adenilat ciklaza, ki katalizira tvorbo cikličnega adenozin monofosfata (cAMP) iz adenozin trifosfata (ATP). cAMP aktivira protein kinazo A, le-ta pa lipazo preko fosforilacije. Lipaza razgradi trigliceride na glicerol in maščobne kisline. Podobno kakor pri celičnem dihanju se te najprej oksidirajo do acetil koencima A, ki vstopi v Krebsov cikel. Elektroni iz intermediatov se prenesejo na nikotinamid dinukleotid (NAD+) in flavin adenin dinukleotid (FAD), ki oddata elektrone dihalni verigi. 
Bistvena razlika nastopi pri izrabi protonskega gradienta, kjer je elektrokemični potencial protonov normalno izrabljen za delovanje ATP sintaze in s tem tvorbe ATP-ja. Znaten delež maščobnih kislin aktivira termogenin preko izničenja inhibicije, za katero sta odgovorna ATP in gvanozin trifosfat (GTP). Aktivirani termogenin zato deluje kot ionski kanalček, ki prepušča protone (H+) v matriks mitohondrija. Tako se energija elektrokemičnega potenciala pretvori v toploto, s katero se organizem ogreva. Po doseženi vrednosti temperature, tj. po zadostni količini toplote, mitohondriji prečrpajo maščobne kisline v nazaj v citoplazmo. S tem postane termogenin neaktiven in adipociti preidejo v stanje kopičenja in shranjevanja maščob.

### Aktivacija termogenina
Točni mehanizem aktivacije termogenina z maščobnimi kislinami ni znan, vendar obstajajo vsaj tri teorije. Po modelu alosterične interakcije naj bi maščobna kislina delovala kot alosterični regulator, vendar vezavno mesto ni znano. Obstajajo predlogi, po katerih naj bi maščobne kisline tekmovale za vezavo z nukleotidi. Po kofaktorski teoriji se maščobne kisline lokalizirajo v vezavna mesta ob prehodu v kanalu. S svojimi negativno nabitimi funkcionalnimi skupinami naj bi omogočali prehod protonov, ki so pozitivno nabiti; tovrstna vezavna mesta niso bila odkrita. Po teoriji zaklopa (angleško shuttling theory) protoni niso prenešeni s pomočjo termogenina. Maščobne kisline naj bi skozi notranjo mitohondrija vstopile v nedisociirani obliki v matriks, kjer bi disociirale na proton in anionsko obliko kisline. Slednje naj bi se v medmembranski prostor prenesle preko termogenina. Teorija ne pojasnjuje funkcije GDP vezavnih mest, poleg tega pa je vprašljivo, ali bi bila koncentracija maščobnih kislin zadostna.
Raziskave na miših so pokazale, da so mitohondriji mutantov, ki nimajo termogenina, 10-krat manj občutljivi na maščobne kisline kot pa mitohondriji normalnih osebkov. Poleg tega je bilo odkrito, da obstaja nekakšna tekmovalnost (kompeticija) med maščobnimi kislinami in gvanozin difosfatom (GDP), vendar ta ni direktna, temveč funkcionalna. Substrata naj bi tako povzročila nastanek dveh različnih stanj termogenina, kar bi lahko pojasnilo opaženo tekmovalnost.